# 데이비드 클레넌
데이비드 클레넌(David Clennon, 1943년 5월 10일 ~ )은 미국의 배우이다.

## 출연 작품
- 웰컴 투 더 맨즈 그룹 (2016)
- 닥터 델 (2015)
- 나를 찾아줘 (2014)
- 더 슬리피 맨 (2013)
- 제이. 에드가 (2011)
- 특별조치 (2010)
- 세이빙 사라 케인 (2007)
- 세이브드 (2006)
- 아버지의 깃발 (2006)
- 콘스텔레이션 (2005)
- 라이프 오브 더 파티 (2005)
- 시리아나 (2005)
- 허프 (2004)
- 실버 시티 (2004)
- 비지트 (2000)
- 지구에서 달까지 (1998)
- 그레이스 하트 (1996)
- 속죄양 (1995)
- 마지막 전사 터컴사 (1995)
- 투 크라임 (1995)
- 앤 더 밴드 플레이드 온 (1993)
- 간호사 (1993)
- 마티니 (1993)
- 라이트 슬리퍼 (1992)
- 맨 트러블 (1992)
- 다운타운 (1990)
- 어느 앵커맨의 고백 (1990)
- 비밀의 목소리 (1988)
- 마이 걸 레기 (1987)
- 다이안 (1987)
- 리갈 이글 (1986)
- 스위트 드림 (1985)
- 폴링 인 러브 (1984)
- 스타 80 (1983)
- 한나 K (1983)
- 필사의 도전 (1983)
- 이스케이프 아티스트 (1982)
- 괴물 (1982)
- 의문의 실종 (1982)
- 사랑은 저 멀리 (1980)
- 빌리 인 더 로랜즈 (1979)
- 찬스 (1979)
- 대전장 (1978)
- 귀향 (1978)
- 크라임 클럽 (1975)
- 하버드 대학의 공부벌레들 (1973)

### 텔레비전
- Once and Again (2000-01)
- 고스트 위스퍼러 (2009-10)
- 하우스 오브 카드 (2014)